# Zentralpost Vilnius

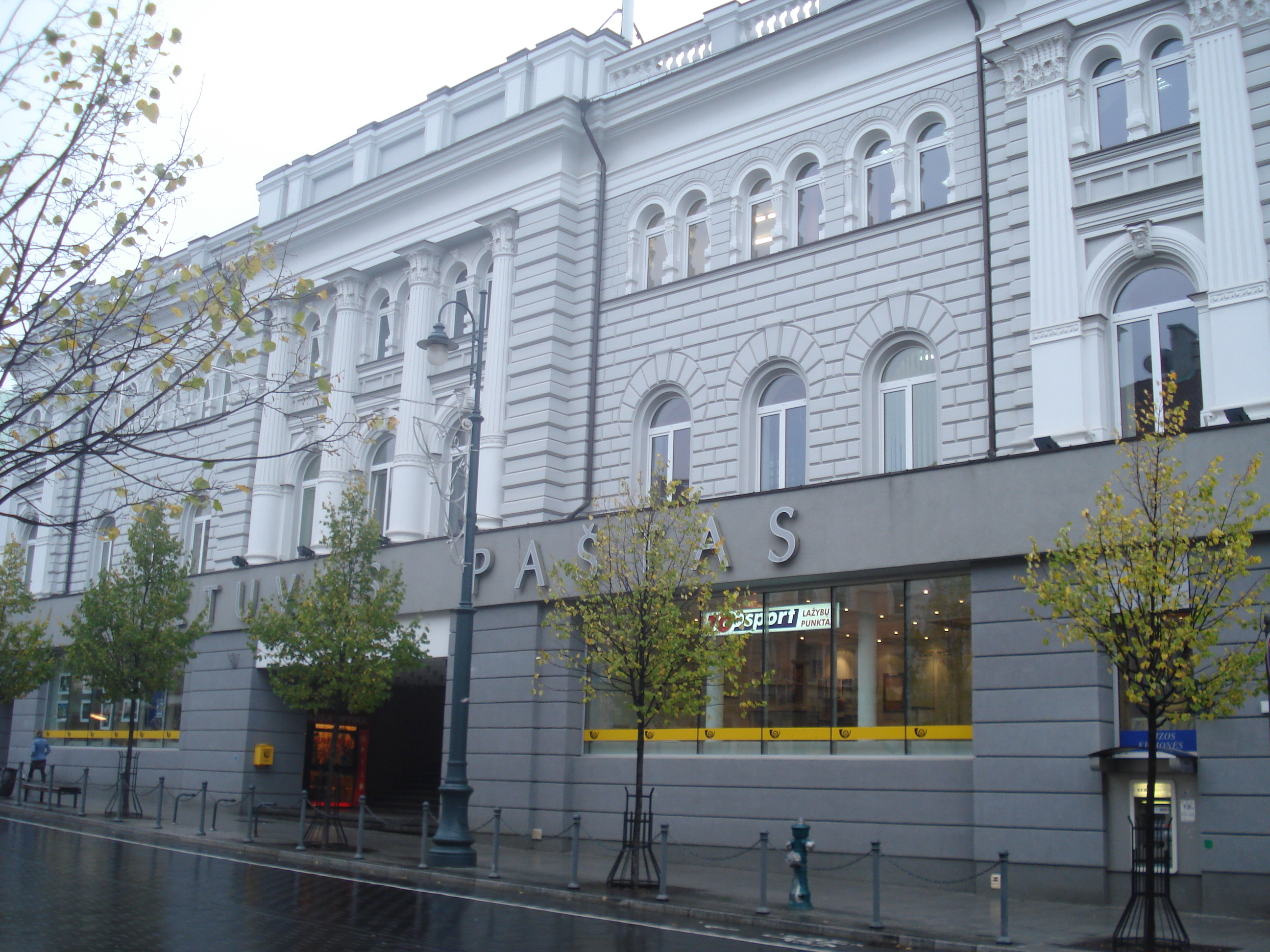
Hauptpost Vilnius

Die Zentralpost Vilnius (lit. Vilniaus centrinis paštas) ist ein Postgebäude in der litauischen Hauptstadt Vilnius und befindet sich am Gedimino prospektas 7. Es gehört dem nationalen Unternehmen AB Lietuvos paštas. Der Bau geht auf das 19. Jahrhundert zurück. Der Projektautor und Architekt war  Julijon Januschewski. Das Gebäude hat Merkmale von Neoklassizismus und Neorenaissance. Die Fläche des Gebäudes auf Gedimino prospektas in der Altstadt Vilnius beträgt über 5400 Quadratmeter. 2016 plante man die 1886 gebaute Hauptpost Vilnius zu vermieten, da ungefähr nur die Hälfte des zentralen Postgebäudes für Postdienste genutzt wurde und die Betriebskosten enorm waren.